# Ашнер, Миливой
Ми́ливой А́шнер (Аснер, хорв. Milivoj Ašner, 21 апреля 1913, Дарувар, Королевство Хорватия и Славония — 14 июня 2011, Клагенфурт, Австрия) — руководитель хорватской полиции (1941—1945), обвинявшийся в преступлениях, совершенных во время Второй мировой войны.

## Биография
Родился в 1913 году в г. Дарувар. В период Второй мировой войны возглавлял полицию в городе Пожега, принял участие в уничтожении десятков тысяч евреев, сербов, цыган и антифашистов, отправляя их в лагеря смерти. В городе Пожега евреи были полностью истреблены. После войны Ашнер поселился в Австрии.
Ашнер числился разыскиваемым Интерполом и был четвёртым номером в списке наиболее разыскиваемых преступников Центра Симона Визенталя.
В 2004 году Центр Симона Визенталя обнародовал местонахождение Ашнера и заявил, что Хорватия должна добиться выдачи Ашнера и суда над ним.
В 2005 году Хорватия потребовала выдачи Ашнера, но австрийские чиновники заявили, что Ашнер не может предстать перед судом, так как страдает слабоумием. В защиту Ашнера выступил правый австрийский политик Йорг Хайдер.
В 2008 году Ашнер был замечен среди зрителей Чемпионата Европы по футболу, что вызвало новый скандал. Эфраим Зурофф заявил, что «Ашнер спокойно наслаждается жизнью, в то время как сотни его жертв лежат в могилах».
14 июня 2011 года Ашнер умер в городе Клагенфурт в Австрии в возрасте 98 лет.